# گوستاو فلوبر
گوستاو فلوبر (به فرانسوی: Gustave Flaubert) (زاده ۱۲ دسامبر ۱۸۲۱ – درگذشته ۸ مه ۱۸۸۰) از نویسندگان تأثیرگذار قرن نوزدهم فرانسه بود که اغلب جزو بزرگترین رمان نویسان ادبیات غرب شمرده می‌شود. نوع نگارش واقع‌گرایانهٔ فلوبر، ادبیات بسیار غنی و تحلیل‌های روان‌شناختی عمیق او از جمله خصوصیات آثار وی است که الهام‌بخش نویسندگانی چون گی دو موپاسان، امیل زولا و آلفونس دوده بوده‌است. او خود تأثیرگرفته از سبک و موضوعات بالزاک، نویسندهٔ دیگر قرن نوزدهم است؛ به‌طوری‌که دو رمان بسیار مشهور وی، مادام بواری و تربیت احساسات، به ترتیب از زن سی ساله و زنبق درهٔ بالزاک الهام می‌گیرند.
آثار فلوبر به دلیل ریزبینی و دقت فراوان در انتخاب کلمات، آرایه‌های ادبی، و به‌طور کلی زیبایی‌شناسی ادبی، در ادبیات زبان فرانسوی کاملاً منحصربه‌فرد می‌باشد. کمال‌گرایی وی به اندازه‌ای بود که هفته‌ها به نوشتن یک صفحه وقت سپری می‌نمود، و به همین دلیل، در طول سالیان نویسندگی خود تعداد کمی اثر از خود بر جای گذاشت. او پس از نوشتن، آثار را با صدای بسیار بلند در اتاق کار خود، که آن را فریادگاه می‌نامید، می‌خواند تا وزن، سجع و تأثیر واژگان و جملات را بسنجد. او بسیاری از شهرت خود را مدیون نوشتن نخستین رمانش مادام بوواری در سال ۱۸۵۷ است. فلوبر فرزند یک جراح تجربی بود، کسی که در رمان مادام بواری نقشی کلیدی دارد.

## زندگی شخصی
مدتی پیش از انتشار مادام بوآری، فلوبر رابطه‌ای عاشقانه‌ با شاعری به نام لوئیس کولت برقرار می‌کند. او را نخستین بار در سال ۱۸۴۶ ملاقات کرد و در طول هشت سال نامه‌های بسیاری بین این دو مبادله شد.
فلوبر هرگز ازدواج نکرد و فرزندی نیز از خود بجا نگذاشت. در نامه‌ای مورخ ۱۱ دسامبر ۱۸۵۲به کولت، خود را آشکارا فردی تولدستیز خطاب می‌کند، از این‌رو که نمی‌خواهد «رنجوری و خفتِ زیستن را به کسی تحمیل کند».
او در نامه‌های بجا مانده و گزارش‌ها سفرِ خود به رابطه‌ی جنسی آزادانه با افرادِ تن‌فروش اشاره می‌کند و حتی در یکی از سفرهای خود، مشکوک به نوعی زخم تناسلی بدون درد حاصله از فاحشه‌ای ترک یا فردی مارونی در لبنان می‌شود.
همچنین در یکی از نامه‌های بجا مانده از خود به روابط با مردان تن‌فروش در مصر و بیروت اشاره می‌کند و  در نامه به دوستی شخص موردنظر را "جوانی آبله‌رو و ناقلا که عمامه‌ای سفید به سر دارد توصیف می‌کند."

## دربارهٔ فلوبر
پیر بوردیو جامعه‌شناس معاصر فرانسوی در کتاب میدان تولیدات ادبی، قسمت‌هایی را به بحث دربارهٔ رمان تربیت احساسات فلوبر اختصاص داده‌است. بوردیو در بررسی خود با ترسیم میدان ادبیات فرانسه در فاصله سال‌های ۱۸۳۰ – ۱۸۵۰ فلوبر را در مرکز این میدان قرار داده‌است. از نظر او فلوبر در این دوره حائز موقعیت «ادبیات ناب» یا «پارناس» بوده‌است. بوردیو با بررسی رمان تربیت احساسات فلوبر نشان می‌دهد که نوعی رابطه هم‌سانی میان جایگاه‌های عینی فلوبر در میدان‌های قدرت و ادبیات، منش او و اثرش وجود دارد. از دید او «فردریک» قهرمان این رمان موقعیت و حالاتی همانند خود فلوبر را نمایش می‌دهد.
فلوبر خود را شخصی وفادار و علاقه‌مند به آرای اسپینوزا و مرامِ اسپینوزیسم می‌دانست‌ و همچنین معتقد به مسلکِ همه‌خدایی بود. 